# Mowdok Mual
Mowdok Mual o Shaka Haphong és un cim de la frontera entre Bangladesh i Birmània o Myanmar, a vegades considerat el més alt de l'estat de Bangladesh amb una altura de 1.052 metres. El fet de ser o no el cim més alt del país està en discussió.